# Grande Rivière Nord (Percé)
Pour les articles homonymes, voir Grande Rivière.
La Grande Rivière Nord coule dans les cantons de Power et de Joncas, dans le territoire non organisé de Mont-Alexandre, dans la municipalité régionale de comté (MRC) Le Rocher-Percé, dans la région administrative de la Gaspésie-Îles-de-la-Madeleine, au Québec, au Canada.
La « Grande Rivière Nord » est un affluent de la rive Nord de la Grande Rivière laquelle coule à partir de cette confluence vers le Sud jusqu'à la rive Nord de la Baie des Chaleurs ; cette dernière s'ouvre vers l'Est sur le golfe du Saint-Laurent.

## Géographie
La « Grande Rivière Nord » prend sa source de ruisseaux de montagne du territoire non organisé de Mont-Alexandre (canton de Power). Cette source est sur le versant l'Est de la ligne de partage des eaux avec le ruisseau Burnt Jam (côté Nord-Est), la coulée Louis-Cabot (côté Sud) et la coulée de la Montagne Blanche (côté Ouest) et le ruisseau Willis (côté Nord-Ouest). Cette source est située à :
- 1,1 km à l'Ouest de la limite du canton de Joncas ;
- 3,3 km au Sud de la limite du canton de Laforce ;
- 8,6 km au Sud du cours de la rivière Saint-Jean (Gaspé) ;
- 33,0 km au Nord du pont de la route 132 enjambant la Grande Rivière (Percé), tout près de sa confluence dans la Baie-des-Chaleurs.

À partir de sa source, la "Grande Rivière Nord" coule sur 25,3 km répartis selon les segments suivants :
- 1,3 km vers le Sud-Est dans le canton de Power, dans le territoire non organisé de Mont-Alexandre, jusqu'à un ruisseau (venant du Sud) ;
- 0,1 km vers l'Est, jusqu'à la limite du canton de Joncas ;
- 2,2 km vers le Nord-Est, en recueillant les eaux de trois ruisseaux, jusqu'à la confluence d'un ruisseau (venant du Nord-Ouest) ;
- 1,6 km vers l'Est, jusqu'à la confluence d'un ruisseau (venant du Sud) ;
- 3,3 km vers l'Est, jusqu'à la confluence d'un ruisseau (venant du Nord-Ouest) ;
- 2,0 km vers le Sud-Est, en serpentant jusqu'à la confluence d'un ruisseau (venant du Sud-Ouest) ;
- 3,9 km vers l'Est, en formant une courbe vers le Nord jusqu'à la confluence de (venant de l'Est) ;
- 5,8 km vers le Sud, jusqu'à la confluence d'un ruisseau (venant de l'Est) ;
- 5,1 km vers le Sud, jusqu'à la confluence de la rivière[1].

La « Grande Rivière Nord » se déverse sur la rive Nord de la Grande Rivière (Percé) dans le lieu-dit "Les Trois-Fourches". Cette confluence est située à :
- 3,4 km au nord de la limite du canton de Pellegrin ;
- 3,6 km à l'Ouest de la limite du canton de Fortin ;
- 24,9 km au Nord-Ouest du pont de la route 132 situé près de la confluence de la Grande Rivière (Percé) au village de la municipalité de Grande-Rivière (Québec) ;
- 32,8 km au Sud-Ouest du centre-ville de Gaspé.

## Toponymie
Le toponyme « Grande Rivière Nord » a été officialisé le 4 juin 1981 à la Commission de toponymie du Québec.